# A-102 (Аполо)
A-102, наричана също и SA-7, е вторият полет на ракетата-носител „Сатурн“, полезният товар на която представлявал макет на космическия кораб „Аполо“.

## Цели на полета
Полетът е планиран да повтори програмата на А-101. Полезният му товар отново ще е макет на кораба „Аполо“. Единствената разлика е, че този път има инсталиран компютър, който дава възможност за препрограмиране и корекции по време на полета. В предните полети за тази цел са използвани т. нар. „черни кутии“, които са предварително програмирани. Също така е монтирана апаратура, която да предава данни за вибрации, температури и други данни за полета, по време на минаването през атмосферата.

## Ход на полета
Стартът е даден след две отлагания на 18 юли. Първата степен работи в продължение на 147,7 секунди, а 1.7 секунди по-късно започва работа втората степен. На 160,2 секунди от старта е изхвърлена системата за аварийно спасяване. Втората степен спира работата си на 621,1 секунда от старта.
Полетът изпълнява всички поставени цели. Космическия кораб продължава да предава телеметрия в продължение на пет обиколки, а е следен от Земята по време на целия полет – до повторното навлизане в атмосферата по време на 59-а си обиколка над Индийския океан.